# Louisenlund
Louisenlund est un gymnasium mixte allemand fort réputé (équivalent du collège et du lycée français) avec internat situé dans le château, ancienne résidence du prince Charles de Hesse-Cassel et de son épouse, née princesse Louise de Danemark, en hommage à laquelle il est nommé. Il se trouve dans le territoire de la commune de Güby, derrière la forêt qui borde le bras de la mer Baltique, la Schlei, entre Schleswig et Eckernförde.

## Historique
Le château actuel a été construit entre 1772 et 1776 par Johann Hermann von Motz (da), comme maison seigneuriale du domaine de Tegelhave (ou Ziegelhof en haut-allemand), appartenant depuis 1563 à la maison de Schleswig-Holstein-Gottorp.
Il sert alors de résidence d'été au prince Charles de Hesse-Cassel, dont l'épouse était la fille du roi Frédéric V de Danemark et la sœur de Christian VII. Le prince, qui est gouverneur des duchés de Schleswig et du Holstein et réside habituellement au château de Gottorf, se pique d'expérimentations avec le comte de Saint-Germain et, franc-maçon, fait construire une tour en 1790, dite tour franc-maçonne, pour rassembler ses collections.
Le château appartient ensuite à la branche des Schleswig-Holstein-Glücksbourg et il est agrandi et réaménagé vers 1850. La Kriegsmarine le réquisitionne pendant la Seconde Guerre mondiale, et à la fin de la guerre des réfugiés des anciennes provinces de l'est (province de Prusse-Occidentale, province de Prusse-Orientale, territoire de Dantzig) y sont accueillis. L'armée britannique le réquisitionne à son tour de mai 1945 à 1947, puis il retourne à la famille. Le duc Frédéric de Schleswig-Holstein créé une fondation en 1949, la fondation de Louisenlund (Stiftung Louisenlund), chargée de gérer et d'administrer le domaine agricole et d'administrer un internat dans le château. Celui-ci est d'abord organisé par Kurt Hahn, selon ses méthodes éprouvées, et la responsabilisation des élèves vis-à-vis de la société. Il y a 290 élèves au château et 90 dans un autre bâtiment, dit « de la cour ». L'accent est mis sur les sports et l'horticulture. Il y a des courts de tennis, un parcours de golf et une petite base nautique. L'internat fait partie de la société internationale des internats, la Round Square Conference.

## Anciens élèves
- Albert Darboven, propriétaire de la firme hambourgeoise de café J.J. Darboven et époux de la princesse Edda d'Anhalt
- Heinrich Donatus de Hesse-Cassel, propriétaire actuel du château de Panker
- Dirk Lindenau, propriétaire des chantiers navals Lindenau à Kiel
- Oliver Mommsen, acteur et descendant de Theodor Mommsen
- Heino von Rantzau (de)
- Henno von Ruffin, ancien époux de Vicky Léandros, propriétaire actuel du manoir de Basthorst
- Ingeborg zu Schleswig-Holstein, peintre (fille du fondateur)
- Max Warburg, banquier de Hambourg
- Philippe de Wurtemberg, représentant allemand de la maison Sotheby's

## Source
- (de) Cet article est partiellement ou en totalité issu de l’article de Wikipédia en allemand intitulé « Stiftung Louisenlund » (voir la liste des auteurs).